# Bandera Entertainment
Bandera Entertainment (скорочена назва — Bandera) — американська анімаційна компанія, співзасновниками якої стали Майк Джадж (Mike Judge) і Грег Деніелс (Greg Daniels), співавтори мультсеріалу для дорослих «Король гори».

## Історія
18 січня 2022 року стало відомо, що Майк Джадж і Грег Деніелс, які раніше були співавторами мультсеріалу для дорослих «Король гори», разом заснували анімаційну студію, відому як «Bandera Entertainment», президентом студії став Дастін Девіс (Dustin Davis), колишній керівник YouTube Originals.
Кажуть, що одним із їхніх проектів може стати відродження мультсеріалу «Король гори».
Як повідомляє The Hollywood Reporter, у пари є низка проектів для нової студії Bandera Entertainment, і вони сподіваються розширити кількість жанрів анімації.
«Ми були дуже раді переходити до різних тонів і стилів і намагатися розширити форму анімаційного мистецтва», — сказав Деніелс. «Ми живемо в золотий вік для контенту, чи не так? Це теж анімація. Це була одна з речей, про яку ми говорили, засновуючи компанію: «Давайте проштовхнемо анімацію в усі ці різні жанри».
Хоча перезапуск «Короля гори» не є офіційним, Джадж натякнув, що це відбувається, і описав свою роль у новій студії:
«Є одне шоу, у якому я міг би бути співавтором, але решта — це наставництво інших людей, збирання людей разом і робота студії в цьому відношенні».
В інтерв’ю The New Yorker, відповідаючи на питання про те, чи деякі з його улюбленців зіграли роль у його рішенні створити студію Bandera, Джадж відповів, що він бачив анімацію, яку «багато разів робили неправильно».
Як, наприклад, було «багато невдалих версій», коли є «знаменитість, яка озвучує анімацію, та хороша анімаційна компанія», але «вони насправді не підходять один одному».

## Телесеріали

### 2020-ті роки
| Рік  | Назва        | Продюсер(и)                           | Network  | Коментарі |
| ---- | ------------ | ------------------------------------- | -------- | --- |
| 2023 | Praise Petey | Anna Drezen                           | Freeform | co-production with Gorgeous Horse, The Monica Padrick Company, ShadowMachine and 20th Television Animation; distributed by 20th Television |
| 2024 | In the Know  | Zach Woods Brandon Gardner Mike Judge | Peacock  | co-production with Oregon Film, ShadowMachine and Universal Television; distributed by NBCUniversal Syndication Studios                    |

### Майбутні

#### 2020-ті роки
| Рік  | Назва             | Продюсер(и)                    | Network | Коментарі |
| ---- | ----------------- | ------------------------------ | ------- | --- |
| 2024 | Exploding Kittens | Matthew Inman Shane Kosakowski | Netflix | co-production with Chomp City, Chernin Entertainment and Netflix Animation; distributed by Netflix                    |
| 2025 | King of the Hill  | Mike Judge Greg Daniels        | Hulu    | Season 14 only; co-production with 20th Television Animation and 3 Arts Entertainment; distributed by 20th Television |

##### Недатовані шоу
| Рік          | Назва                              | Продюсер(и)       | Network                      | Коментарі |
| ------------ | ---------------------------------- | ----------------- | ---------------------------- | --- |
| В очікуванні | Chelm: The Smartest Place on Earth | Sacha Baron Cohen | Cartoon Network Max          | distributed by Warner Bros. Television Distribution                                                                                     |
| В очікуванні | Best Buds                          | В очікуванні      | Peacock                      | co-production with Oneders, Inc., Legitimate Business Empire, and Universal Television; distributed by NBCUniversal Syndication Studios |
| В очікуванні | Common Side Effects                | В очікуванні      | Cartoon Network (Adult Swim) | distributed by Warner Bros. Television Distribution                                                                                     |
| В очікуванні | Bad Crimes                         | В очікуванні      | В очікуванні                 | initially picked up by Netflix, but later scrapped; currently being shopped around to other networks                                    |
| В очікуванні | Dykes to Watch Out For             | В очікуванні      | В очікуванні                 | [ 4 ] |
| В очікуванні | Untitled comedy series             | В очікуванні      | В очікуванні                 | [ 4 ] |

## Дивись також
- Judgmental Films
- Deedle-Dee Productions